# Lee Hong-gi
Lee Hong Ki hay Lee Hong Gi (Hangul: 이홍기; sinh ngày 2 tháng 3 năm 1990) là một ca sĩ, diễn viên và MC Hàn Quốc. Anh là ca sĩ chính của ban nhạc nổi tiếng Hàn Quốc FT Island, một ban nhạc rock Hàn Quốc, được xem là ban nhạc dụng cụ đầu tiên của Hàn Quốc, nổi tiếng với sự mạnh mẽ và linh hoạt bằng giọng nói. Anh là anh cả trong gia đình anh chị em ruột của mình, và có một cô em gái hiện vẫn đang sống với cha mẹ. Anh đã theo học Đại học Kyung Hee kể từ ngày 9 tháng 3 năm 2009, chuyên ngành phim.

## Sự nghiệp diễn xuất
Trước khi Hongki ra mắt như một ca sĩ của ban nhạc FT Island, anh đầu tiên một diễn viên trẻ và bắt đầu đóng phim của mình vào năm 2002 trên kênh KBS2 TV trong series Magic Kid Masuri với vai là người bạn của Masuri. Sitcom này trở nên phổ biến giữa các học sinh tiểu học. Anh cũng là đặc trưng trong Kangsooni, nơi anh đóng vai nhân vật chính của Kang Soo Bong, và hát cho OST của bộ phim sitcom này.
Trong năm 2008, anh được đưa vào vai trò diễn viên chính trong Cao thủ học đường, một phiên bản mà Hàn Quốc làm lại của một bộ phim truyền hình Nhật Bản mang tên Dragon Zakura sẽ ra mắt vào đầu năm 2009. Tuy nhiên, do các vấn đề liên quan đến bộ phim sản xuất, bộ phim đã bị hoãn lại đến đầu năm 2010 và đã dẫn F&C từ chối vai diễn của Hongki do lịch trình bận rộn với FT Island.
Hongki sau này đóng vai của Lysander trong vai trò hát trong một đoạn version tiếng Hàn Quốc của A Midsummer Night's Dream, nơi anh đã cho thấy sự xuất sắc trong các kĩ năng tiềm ẩn của mình trong ca hát, diễn xuất và vũ đạo. Trong năm 2009, anh đã trở lại diễn xuất sau khi nghỉ 5 năm và đóng vai Jeremy, một trong những nhân vật chính trong bộ phim You're Beautiful. Anh cũng đã hát solo bài hát OST cho bộ phim này (Promise và Still/As ever), đã đóng một vai trò lớn hơn về việc quảng bá bộ phim truyền hình. Anh đã đạt được giải SBS New Star Award cho vai diễn trong bộ phim.

## Sự nghiệp âm nhạc
Hongki ra mắt với ban nhạc FT Island trong vai trò là ca sĩ chính. Giọng anh mạnh mẽ và đã được công nhận bởi cư dân mạng và các phương tiện truyền thông. Khác với các bài hát của FT Island, anh cũng có thể rap và beatbox.
Hongki quyết định rời bỏ diễn xuất và theo đuổi sự nghiệp ca hát khi anh đóng vai chính trong bộ phim Kangsooni, nơi anh hát bài hát OST. Ở cuối phim, anh đã trình diễn các bài hát trực tiếp trên sân khấu. Khi đó anh mới chỉ 13 tuổi. Ấn tượng bởi giọng hát mạnh mẽ của anh, một vài người tiến lại gần anh, không muốn lãng phí tài năng của mình cho việc ca hát. Sau khi cạnh tranh với một sự lựa chọn của người khác, công ty F&C Music quyết định quản lý Hongki và đào tạo anh trở thành ca sĩ chính của FT Island.

## Hoạt động solo

### Phim truyền hình
| Năm  | Tên                                                                                    |
| ---- | -------------------------------------------------------------------------------------- |
| 2002 | KBS2 Magic Kid Masuri                                                                  |
| 2004 | EBS Neh Sontob Kkeuteh Bichi Nama Issuh ("There’s Light At The Tip Of My Fingernails") |
| 2005 | EBS Kangsooni                                                                          |
| 2008 | KBS2 Unstoppable Marriage (Cameo Appearance)                                           |
| 2008 | SBS On Air (Cameo Appearance)                                                          |
| 2009 | SBS Style (Cameo Appearance)                                                           |
| 2009 | SBS You're Beautiful(Jeremy)                                                           |
| 2010 | MBC More Charming By The Day (Cameo Appearance)                                        |
| 2010 | SBS My Girlfriend is a Nine-Tailed Fox (Cameo Appearance)                              |
| 2011 | TBS Muscle Girl (Vai chính - Yoo Jiho)                                                 |
| 2011 | KBS Noriko goes to Seoul (Vai chính - Kim MinHa)                                       |
| 2013 | KBS Bride of the century (Vai chính - Choi Kang Joo)                                   |
| 2014 | SBS Moderm Farmer (Vai chính - Lee Min Ki)                                             |
| 2018 | TVN A Korean Odyssey (Vai Trư Bát Giới)                                                |

### Sân khấu
| Năm       | Tên                                                 |
| --------- | --------------------------------------------------- |
| 2008      | SBS Family Outing                                   |
| 2008      | SBS Happy Shares Company                            |
| 2008      | SBS Good Daddy                                      |
| 2009      | SBS Music Inkigayo                                  |
| 2009      | Mnet Scandal Idol Show                              |
| 2009      | SBS Style                                           |
| 2010 2013 | KBS 100 Points Out of 100 Points MBC We Got Married |

### Âm nhạc
| Năm  | Tên                                                       |
| ---- | --------------------------------------------------------- |
| 2009 | Hát trong version tiếng Hàn của A Midsummer Night's Dream |

### Phim
| Năm  | Tên          |
| ---- | ------------ |
| 2005 | Winter Child |

|-
!2011
|"'Noriko goes to Seoul"'
|-
|}